# Lukáš Horníček
Lukáš Horníček (Vysoké Mýto, 13 de julio de 2002) es un futbolista checo que juega en la demarcación de portero en el S. C. Braga de la Primeira Liga.

## Biografía
Tras formarse como futbolista en las categorías inferiores del SC Braga, finalmente el 17 de octubre de 2021 debutó con el primer equipo en la Copa de la Liga de Portugal contra el UFC Moitense en un encuentro que finalizó con un resultado de 0-5 a favor del conjunto bracarense.

## Clubes
Actualizado al último partido disputado el 17 de mayo de 2025.
| Club            | País     | Año       | Partidos | Goles |
| --------------- | -------- | --------- | -------- | ----- |
| S. C. Braga "B" | Portugal | 2021-2022 | 37       | 0     |
| S. C. Braga     | Portugal | 2022-     | 32       | 0     |

## Palmarés

### Títulos nacionales
| Título                      | Club        | País     | Año  |
| --------------------------- | ----------- | -------- | ---- |
| Copa de la Liga de Portugal | S. C. Braga | Portugal | 2024 |